# Zbór Kościoła Adwentystów Dnia Siódmego w Jaworznie
Zbór Kościoła Adwentystów Dnia Siódmego w Jaworznie – zbór adwentystyczny w Jaworznie, należący do okręgu katowickiego diecezji południowej Kościoła Adwentystów Dnia Siódmego w RP.
Jaworznicki zbór adwentystyczny został założony w 1927 r.
Pastorem zboru jest Mariusz Merkis – absolwent Wyższej Szkoły Teologicznej w Podkowie Leśnej oraz student teologicznych studiów magisterskich Andrews University Study Seminary. Nabożeństwa odbywają się w kościele przy ul. Elektryków 6a każdej soboty o godz. 9.30.